# Аденозин-дифосфат
Аденозин дифосфат, скраћено АДП, је нуклеотид. АДП се састоји из пирофосфатне групе, пентозе шећера рибозе, и нуклеобазе аденина.
АДП је производ дефосфорилације АТП-а од стране АТПазе. АДП се претвара назад у аденозин трифосфат (АТП), помоћу АТП синтазе. АТП је важан молекул за трансфер енергије у ћелијама.